# Chiesa di Santa Maria Assunta (Riola di Vergato)
La chiesa di Santa Maria Assunta di Riola, che si trova sull'Appennino sulla strada Porrettana, fu progettata dall'architetto finlandese Alvar Aalto nel 1966. La chiesa fu realizzata fra il 1977-78.

## Storia

Il cardinale Lercaro

Nella seconda metà del XX secolo la Chiesa andava attraversando un periodo di notevole fermento, culminato negli anni sessanta con la celebrazione del concilio Vaticano II. In questa importante riunione ecumenica, che vedeva convergere a Roma tutti i vescovi cattolici del mondo, si pose l'accento sulla necessità di ridefinire il legame fra architettura e liturgia, sulla base delle complesse trasformazioni sociali e culturali che erano germogliate nel cinquantennio precedente in Europa e che avevano plasmato, in maniera tutt'altro che indifferente, un nuovo modo con cui il fedele del Novecento si rapportava a Dio.
Grande sostenitore di questa nuova sensibilità fu il cardinale Giacomo Lercaro, arcivescovo di Bologna dal 1952 al 1968. Anche Lercaro, infatti, intendeva fornire una veste architettonica più moderna agli ambienti liturgici italiani. Attraverso l'animata operatività degli architetti Giorgio Trebbi e Glauco Gresleri, per la Sezione Tecnica dell'Ufficio Nuove Chiese, ciò fu possibile, grazie alla collaborazione con Alvar Aalto; architetto che aveva conosciuto nel novembre 1965 a Firenze, presso palazzo Strozzi, divenuta sede espositiva di un'importante mostra monografica dedicata proprio ai progetti dell'architetto finlandese. 
Fu così che Lercaro commissionò ad Aalto la realizzazione di un edificio religioso cattolico presso Riola di Vergato, borgo emiliano sulle pendici degli Appennini. Aalto, entusiasta di poter finalmente intervenire in una terra come l'Italia che tanto lo aveva stimolato nella gioventù, inaugurò l'iter progettuale il 10 gennaio 1966, giorno in cui si recò personalmente a Riola per un sopralluogo presso l'area d'intervento.
Il resoconto della commessa sino alla presentazione del progetto a Palazzo Magnani in Bologna avviene sulle pagine della rivista Chiesa e Quartiere     fondata dallo stesso Cardinale per la divulgazione dei principi liturgici postconciliari nell'arte, nell'architettura ed urbanistica.
L'iter esecutivo del progetto, a causa della scarsità di adeguati finanziamenti, fu alquanto travagliato così che né Aalto né Lercaro riuscirono a vedere la chiesa completa: se il progetto venne presentato a Bologna il 3 dicembre 1966, infatti, il cantiere prenderà avvio dieci anni dopo, nel 1976, per poi concludersi solo nel 1978, quando la chiesa fu inaugurata al pubblico e ai fedeli nonostante alcune incompiutezze (come, ad esempio, il campanile, che verrà portato a compimento solo nel 1994).

## Descrizione

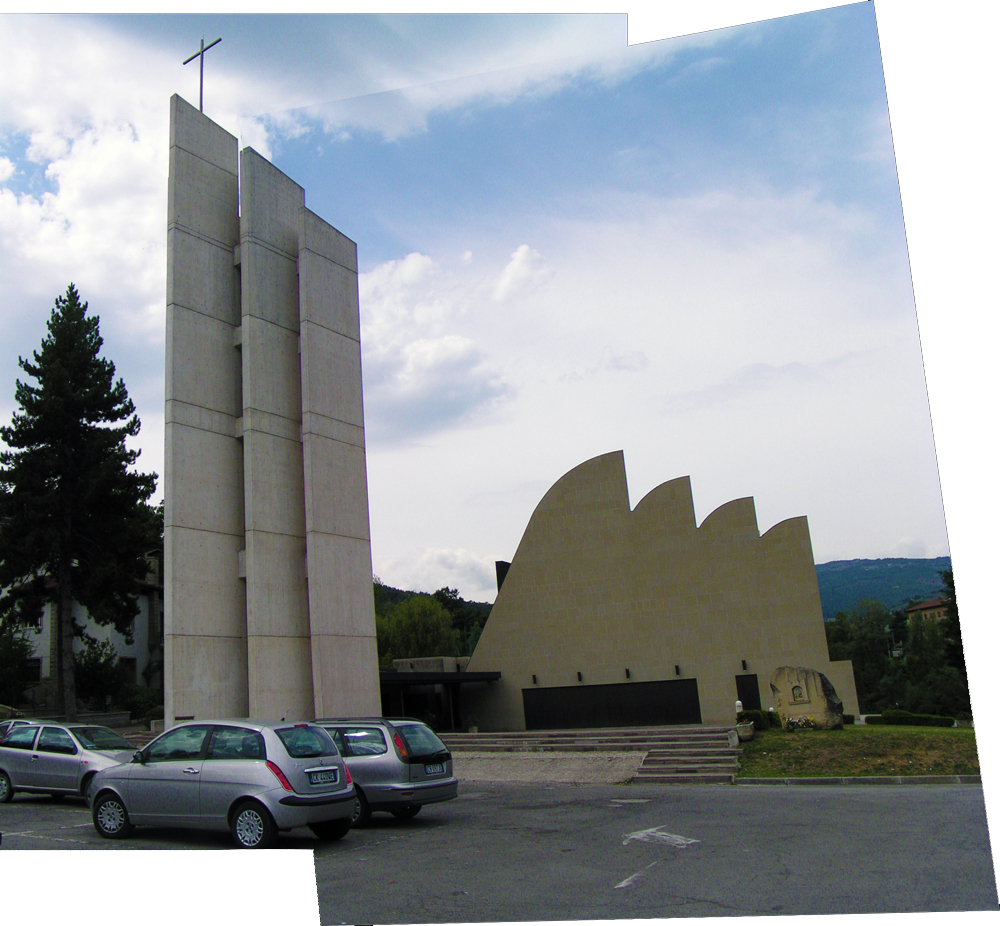
Esterno del tempio

La chiesa di Santa Maria Assunta è ubicata a Riola di Vergato, paese emiliano sulle falde degli Appennini, su un lotto lambito dal fiume Reno. Si tratta della prima chiesa cattolica progettata da Aalto, nonché del suo unico intervento edilizio italiano (tralasciando l'effimero episodio del padiglione finlandese per la Biennale di Venezia, del 1956), e - come ha osservato il Trebbi - si tratta dell'opera con cui Aalto saggia in maniera conclusiva il suo agire architettonico in campo liturgico, trovandovi l'occasione di «sintetizzarvi alcune fra le sue manifestazioni più efficaci (uno sviluppo di Imatra, una progressione di Wolfsburg, un legame con il palazzo per concerti e congressi per Helsinki, un approfondimento della sezione della scuola politecnica superiore di Otaniemi)».
Il complesso parrocchiale si articola, oltre che nella chiesa principale, in un sagrato pedonale, in una torre campanaria, in casa canonica e nelle opere parrocchiali. La chiesa si struttura su un'unica navata e su una pianta asimmetrica: nell'area presbiteriale sono collocati l'altare, l'ambone per le letture e la croce in legno, mentre a contatto con l'aula assembleare si apre - in posizione lievemente ribassata - il battistero, illuminato da un lucernario sovrastante e da ampie vetrate affacciate direttamente sul fiume Reno, quasi a suggerire un inestricabile legame simbolico tra i flutti fluviali e l'acqua battesimale. Di particolare interesse, infine, la schola per il canto, provvista di organo e sopraelevata rispetto all'area riservata al consesso dei fedeli. Di seguito si riporta una citazione dell'architetto Giuliano Gresleri:
(Giuliano Gresleri)
Per dare luce alla chiesa, Aalto ha collocato sulla copertura superiore, tra i vari archi portanti, delle ampie e frastagliate vetrate: la luce, riverberando sul candido intonaco delle pareti perimetrali, si diffonde dunque in tutti gli spazi liturgici, andando poi a convergere verso l'altare, vero e proprio nodo formale e luminoso dell'intera chiesa. Aalto, d'altronde, aveva già mostrato le proprie abilità nel manipolare il fattore illuminativo in numerosi altri progetti, come - fra i tanti - la biblioteca di Viipuri.
La chiesa poggia su sei archi portanti variamente dimensionati (quello più grande pesa 60 tonnellate, mentre quello più piccolo 41). La maggior parte degli elementi strutturali sono stati preparati separatamente fuori opera, per poi essere trasportati in cantiere in un secondo momento e ivi assiemati. Per impermeabilizzare la copertura (Riola, d'altronde, è caratterizzata da un'elevata piovosità) è stato fatto ricorso a guaine bituminose rivestite da fogli di rame. Fra i materiali costruttivi con cui Aalto ha realizzato la chiesa vale la pena citare l'arenaria, con cui sono state realizzate le finiture di facciata (con lastre dallo spessore di 4 cm), il marmo bianco di Carrara (per la pavimentazione della zona presbiteriale) e il cotto toscano, con cui - in piastrelle di 30×30 cm - si è provveduto alla pavimentazione dell'area assembleare.